# オーレン・ムーヴァーマン
オーレン・ムーヴァーマン（Oren Moverman, 1966年7月4日 - ）は、イスラエル人の脚本家・映画監督である。

## キャリア
アリソン・マクリーン監督、ビリー・クラダップ、サマンサ・モートン、ジャック・ブラック、ホリー・ハンター、デニス・ホッパー出演の『Jesus' Son』（1999年）で脚本家デビューする。
ベン・フォスター、ウディ・ハレルソン、サマンサ・モートン出演、アレサンドロ・キャモン共同脚本による『メッセンジャー』（2009年）で映画監督デビューする。2009年のサンダンス映画祭でプレミア上映された。ベルリン国際映画祭ではキャモンと共に銀熊賞（脚本賞）を受賞し、さらにアカデミー賞脚本賞にもノミネートされた。
2010年、ユニバーサル・ピクチャーズのカート・コバーンの伝記映画の脚本書きなおしと監督を交渉されているとされた。この元の脚本はデイヴィッド・ベニオフが執筆しており、チャールズ・R・クロス著の伝記本『HEAVIER THAN HEAVEN』を原作としている。

## フィルモグラフィ
- Jesus' Son (1999) 脚本・製作助手
- Face (2002) 脚本
- アイム・ノット・ゼア I'm Not There (2007) 脚本
- あぁ、結婚生活 Married Life (2007) 脚本
- メッセンジャー The Messenger (2009) 脚本・監督
- The Big Blow (2010) 脚本
- ランパート 汚れた刑事 Rampart (2011) 脚本・監督
- テスター・ルーム The Quiet Ones (2014) 脚本
- ロスト・イン・マンハッタン 人生をもう一度 Time Out of Mind (2014) 原案・脚本・監督
- 冷たい晩餐 The Dinner (2017) 脚本・監督
- アグネスと幸せのパズル Puzzle (2018) 脚本
- バッド・エデュケーション Bad Education (2019) 製作
- ヒューマン・キャピタル Human Capital (2019) 脚本・製作
- バッド・ヘアー Bad Hair (2020) 製作総指揮

## 関連文献
- 2010 Oren Moverman interview with Jon Niccum